# Мала Муксалма (острів)
Мала́ Муксалма́ (рос. Малая Муксалма) — невеликий острів у складі Соловецького архіпелагу. Знаходиться біля південно-східного берега острова Велика Муксалма, з яким з'єднаний штучною кам'янистою дамбою.

## Географія
Острів витягнутий із заходу на схід, західна частина значно потовщена. Довжина острова до 2,5 км, ширина 1 км. Поверхня острова піщано-кам'яниста, вкрита шаром торфу, звільнена від лісів. Береги облямовані мілинами, підводним та надводним камінням. На південний схід від острова простягається Муксаломський риф. На південному сході розташоване селище Мала Муксалма з 1 жителем (станом на 2010 рік), в якому збудована церква.